# Čikino
Čikino (in lingua russa Чикино) è un villaggio della Russia, sul fiume Oredež, nell'Oblast' di Leningrado.

## Geografia antropica

### Frazioni
- Lesnoj Pereulok
- Ozërnaja